# 小行星19981
小行星19981（19981 Bialystock）是一颗绕太阳运转的小行星，为主小行星带小行星。该小行星于1989年12月19日发现。

## 轨道参数
小行星19981的轨道半长轴为479 140 855 km，3.2028132 UA，离心率为0.202。